# Aleksandr Tretjakov
Aleksandr Vladimirovitj Tretjakov, född den 1 oktober 1972, är en rysk brottare som tog OS-brons i lättviktsbrottning i den grekisk-romerska klassen 1996 i Atlanta. 